# Грантха

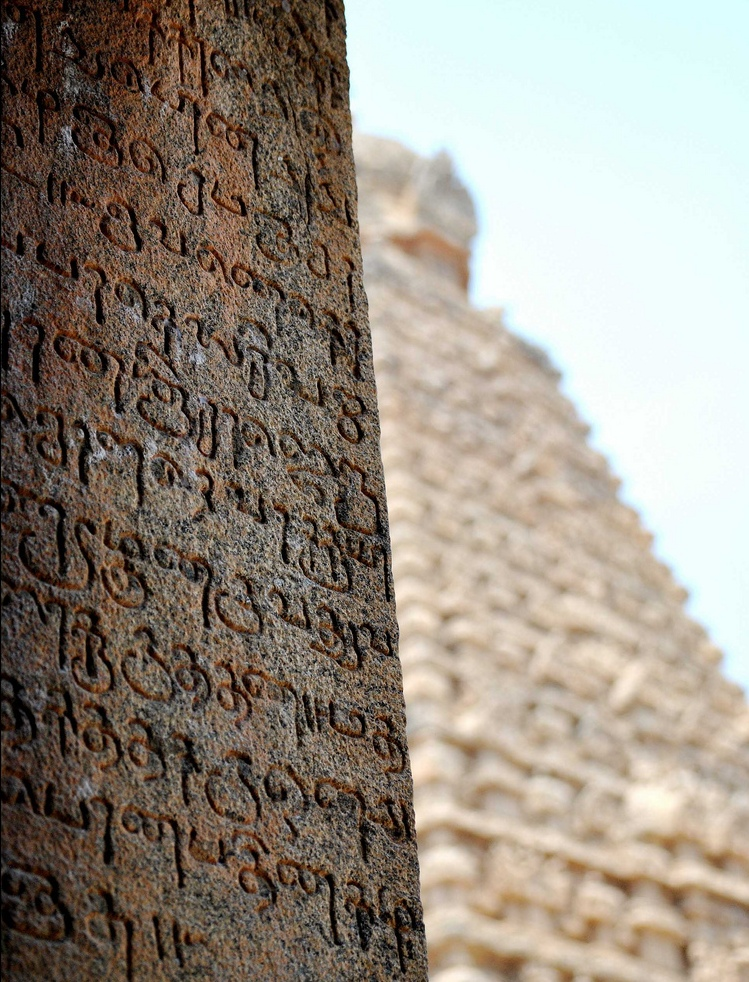
Зразок письма грантха з храму Брахідеешварар

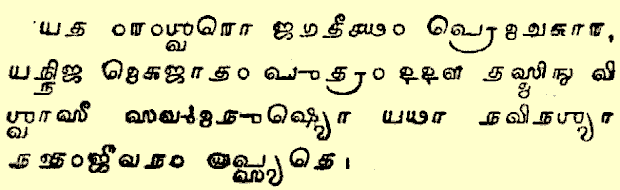

Грантха (там. கிரந்த ௭ழுத்து, санскр. ग्रन्थलिपि) — алфавіт, поширений у південній Індії до XVI століття. Імовірно є однією з гілок письма брахмі. Письмо грантха помітно вплинуло на формування писемностей малайялам, телугу, тамільської, сингальської, тибетської та інших мов. Варіант письма використовувався паллавами та отримав назву паллава-грантха. Хоча в наші дні санскрит майже завжди записується на деванагарі, в таміломовних частинах південної Індії грантху використовували для запису санскриту аж до XIX століття. На початку XX століття її стали замінювати на деванагарі (в релігійних і наукових текстах) та звичайне тамільське письмо.

## Написання
Набір знаків для Грантха з'явився в стандарті Unicode 7-ї версії  [Архівовано 30 липня 2015 у Wayback Machine.]. Шрифт, використаний у таблицях нижче називається e-Grantamil. Його взято з сайту INDOLIPI.
Наведені гліфи є пізньою формою грантха, в якій проглядаються спільні риси з сучасною тамільською писемністю.

### Приголосні
Подібно до інших абугід, знаки письма грантха у нейтральній формі є складом з голосним /a/. Якщо потрібно вказати відсутність «а», використовується вірама:
Інші голосні вимагають вказівки діакритика:
Для позначення збігів приголосних використовуються лігатури (це основний спосіб), при відсутності лігатури застосовуються надписні приголосні (при цьому всі знаки, крім нижнього, читаються без голосного).